# NGC 6027B
NGC 6027B är en lentikulär galax på ungefär 190 miljoner ljusårs avstånd i stjärnbilden Ormen. Den är medlem i Seyferts sextett.